# Gennaria
Gennaria es un género monotípico de orquídeas de hábito terrestre de la subtribu Orchidinae. Su única especie, Gennaria diphylla (Link) Parl., Fl. Ital. 3: 405 (1860), se encuentra en Macaronesia y el oeste del Mediterráneo.

## Descripción
Es una orquídea de pequeño tamaño que prefiere el clima fresco al cálido. Tiene un hábito terrestre y produce tubérculos oblongos que dan lugar a  dos hojas apicales, estrechamente ovadas y agudas. Florece en el final del invierno y principios de la primavera en una inflorescencia terminal de 109 cm de largo con muchas flores. Se diferencia del resto de las orquídeas de canarias por sus flores, con corola de color verde, en la que el labelo basal está cortamente trilobado y porque poseen un espolón de 1,2-1,7 mm, un poco comprimido. Posee dos hojas envainadoras, con la base profundamente acorazonada y no moteadas.

## Distribución
Se encuentra en el sur de España, Portugal, Madeira, Islas Baleares, Cerdeña, Argelia, Túnez, Marruecos y las Islas Canarias en sombra moderada en suelos ácidos a ligeramente alcalinos en la fisuras de las rocas, en los bosques de laurisilva y pinares en alturas de hasta 1000 metros.

## Taxonomía
Gennaria diphylla fue descrita por (Link) Parl.  y publicado en Flora italiana, ossia descrizione delle piante ... 3: 405. 1958.
Etimología
Gennaria: género dedicado a Patrizio Gennari (1820-1897), botánico italiano.
diphylla: epíteto latino que significa "con dos hojas"
Sinonimia
- Satyrium diphyllum Link, J. Bot. (Schrader) 2: 323 (1799).
- Orchis cordata Willd., Sp. Pl. 4: 27 (1805), nom. superfl.
- Habenaria cordata (Willd.) R.Br. ex Spreng., Syst. Veg. 3: 691 (1826), nom. superfl.
- Gymnadenia diphylla (Link) Link, Handbuch 1: 243 (1829).
- Herminium cordatum (Willd.) Lindl., Edwards's Bot. Reg. 18: t. 1499 (1832), nom. superfl.
- Peristylus cordatus (Willd.) Lindl., Gen. Sp. Orchid. Pl.: 298 (1835), nom. superfl.
- Digomphotis cordata (Willd.) Raf., Fl. Tellur. 2: 37 (1837), nom. superfl.
- Platanthera diphylla (Link) Rchb.f. in H.G.L.Reichenbach, Icon. Fl. Germ. Helv. 13-14: 128 (1851).
- Coeloglossum cordatum (Willd.) Nyman, Syll. Fl. Eur.: 359 (1855), nom. superfl.
- Habenaria diphylla (Link) T.Durand & Schinz, Consp. Fl. Afric. 5: 76 (1894), nom. illeg.
- Coeloglossum diphyllum (Link) Fiori & Paol. in A.Fiori & al., Fl. Italia 1: 248 (1896).
- Orchis diphylla (Link) Samp., Herb. Portug.: 34 (1913).
- Orchis cordifolia Munby, Bull. Soc. Bot. France 2: 148 (1855).[4][5]

## Nombre común
Se conoce como "orquídea de dos hojas".
Algunos detalles de la "orquídea de dos hojas".

Detalles
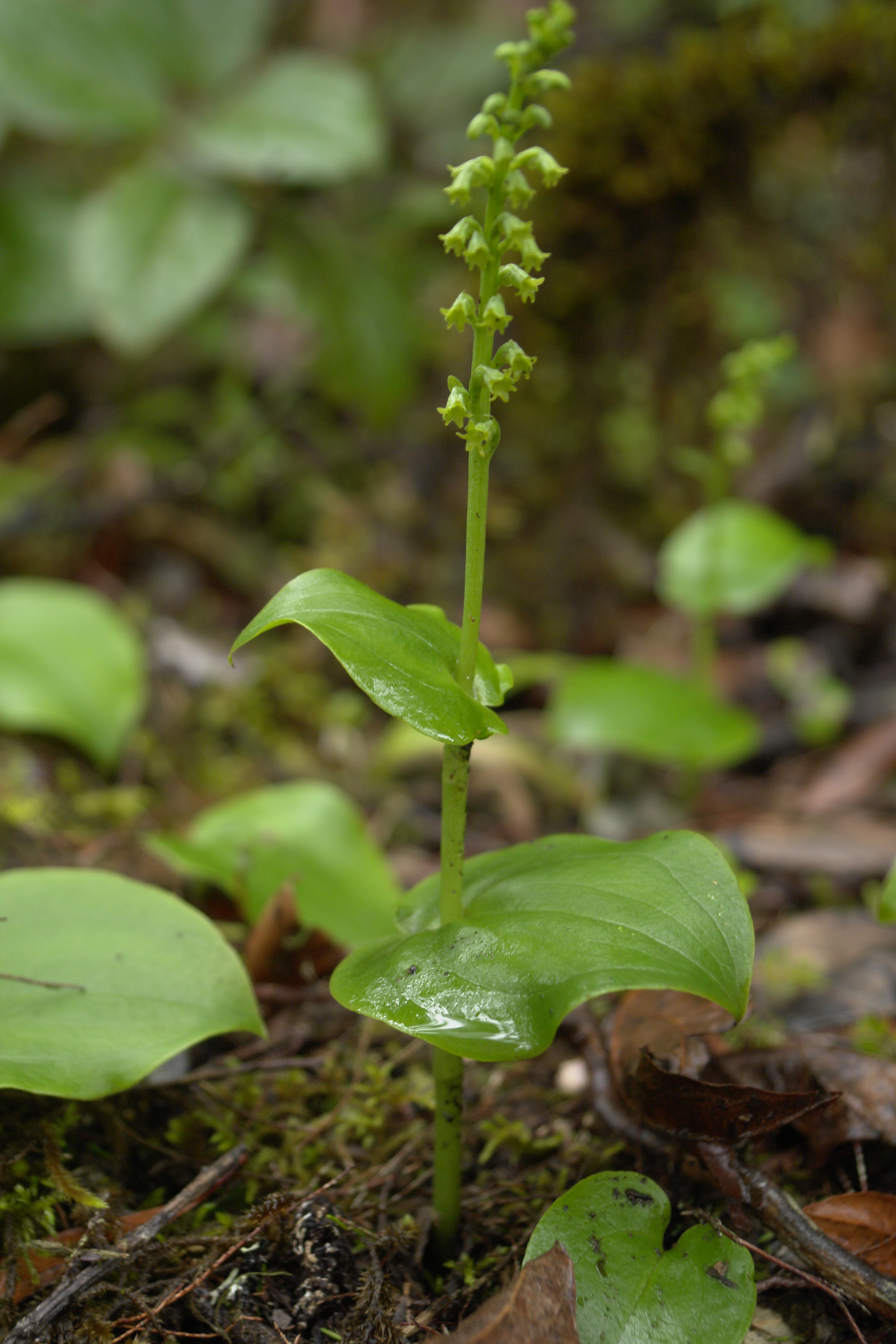
Gennaria diphylla en la isla de la Gomera, Canarias.
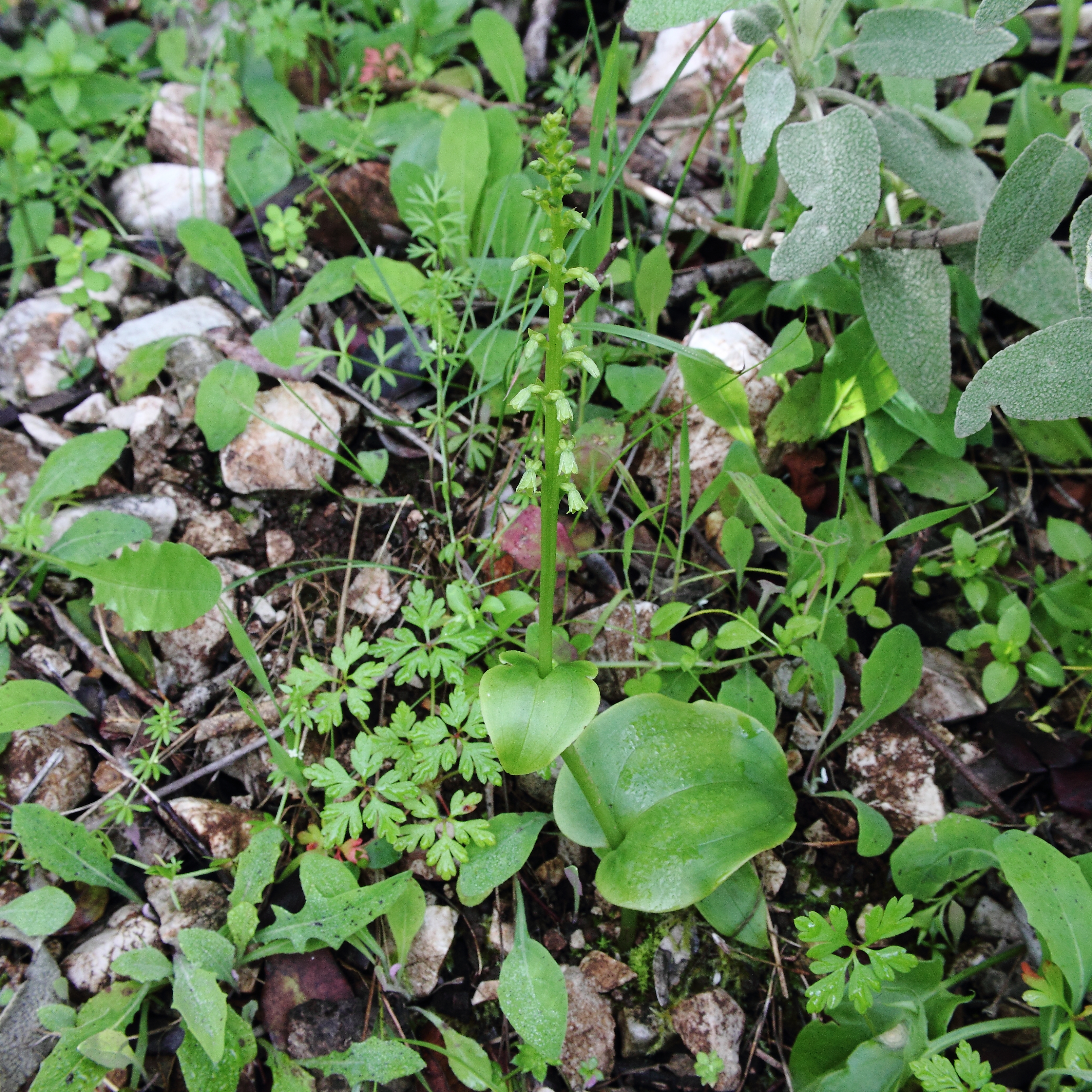
El hábitat de Gennaria diphylla.
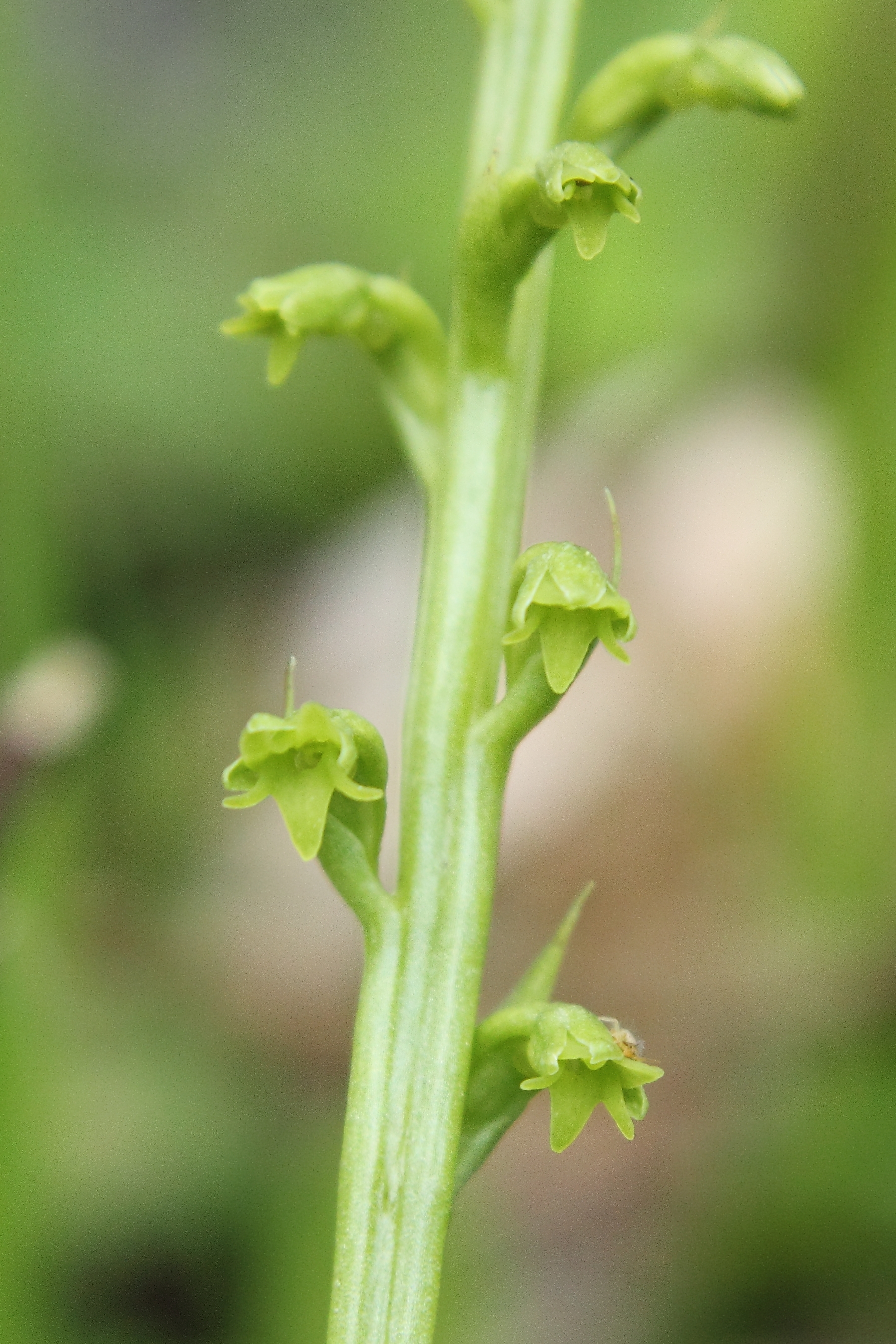
Sus flores.
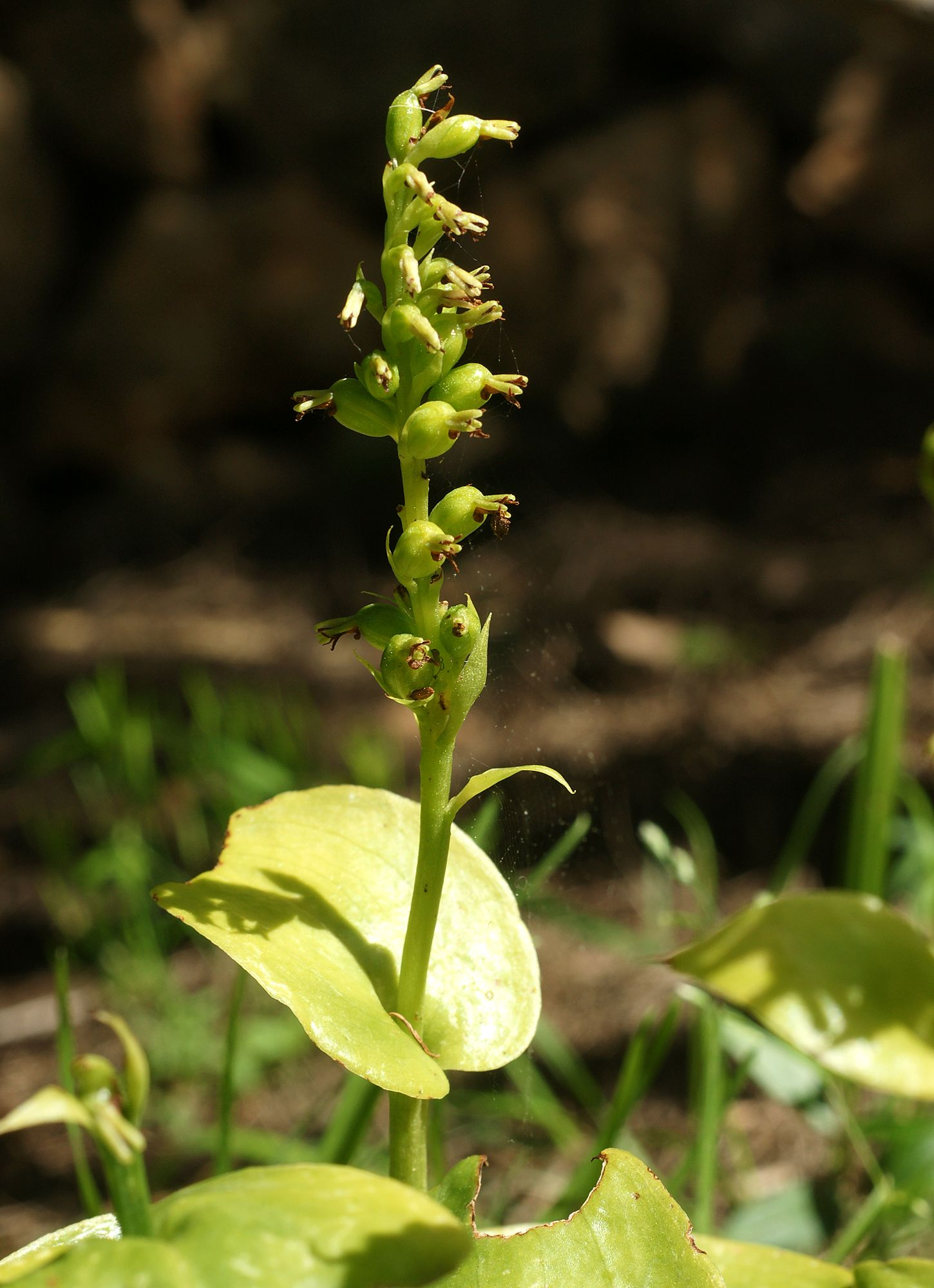
Sus frutos.